# 李丙令
李丙令（1917年—2002年），山东省平度县人，中国人民解放军将领、中国人民解放军开国少将。

## 生平
早年入读志孚中学。1935年4月18日，烟台发生警察枪杀女学生的“徐明娥事件”，吕其恩、李丙令等组织了游行示威、罢课集会，要求严惩凶手，事后李丙令、吕其恩等7名学生被学校在当年暑假勒令退学。。1936年参加中华民族解放先锋队，同年加入中国共产党。1938年参加天福山起义。抗日战争时期，任山车人民抗日救国军第三军中队政治指导员，大队政治委员，山东人民抗日游击第五支队营政治委员，第六十三团政治委员。1938年12月，八路军山东纵队成立第十九旅，是第五支队所属三个主力旅之一（其他两个为21旅、25旅），他担任政治部主任（旅长高嵩、政治委员宋竹庭、参谋长王瀛州）。之后他改任第五旅十五团政治委员，胶东军区第十三团政治委员。第二次国共内战，任山东军区第六师政治委员。1945年8月他奉命率领山东第六师经渤海进入东北。抵达东北后，担任辽东军区第4纵队第11师政委，负责创建辽东根据地，之后率部参加本溪战役、鞍海战役。1946年10月，新开岭战役中，他率领第11师负责诱敌、围堵和聚歼，促使东北民主联军成功全歼国军第25师，并活捉师长李正谊。
1946年12月后，随着杜聿明进行南攻北守的战略，对临江地区进行进攻，东北民主联军位于南满的部队遭受压力。为此中共中央紧急调陈云和萧劲光分别担任辽东军区政委和司令员，第四纵队转为外线出击，李丙令同师长蔡正国率领11师深入国军阵地，迫使杜聿明从临江方面抽调新六军回援。虽然孤军奋战导致第11师战斗减员严重，但帮助临江正面战场的共军获得四保临江作战成功。1947年5月，东北解放军发动夏季攻势，李丙令、蔡正国率领11师连攻通化、安东、凤城、本溪、抚顺等地，将整个辽东解放区打通。1948年2月6日，第11师成功攻坚辽阳，并随后与其他部队攻克鞍山。1948年5月，李丙令和蔡正国同时调任第四纵队第10师政委和师长。同年10月率部参加塔山战役，负责坚守东翼桥头堡阵地。经过苦战，阻击国军未能形成对锦州的围攻，并奠定整个辽沈战役的胜利。
中华人民共和国成立后，任中国人民解放军第四十一军政治部主任、副政治委员。1953年3月—1957年9月，任第四十一军政治委员。1955年被授予少将军衔。1957年9月至1959年6月，担任广州军区政治部副主任。之后担任中国人民解放军政治学院政治部副主任、教育长、政治部主任、训练部部长，军政大学副校长。